# Clarksburg (Missouri)
Clarksburg – miasto w Stanach Zjednoczonych, w stanie Missouri, w hrabstwie Harrison.